# Johann Ernst Gotzkowsky

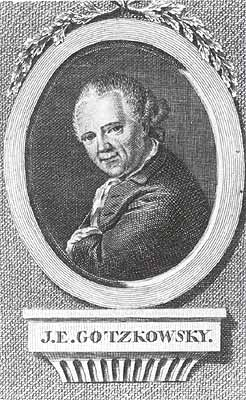

Johann Ernst Gotzkowsky  (Konitz, 21 november 1710 - Berlijn, 9 augustus 1775) was een Berlijnse koopman met een succesvolle handel in snuisterijen, zijde, taft en porselein. Daarnaast trad hij op als diplomaat en kunstverzamelaar. Zijn collectie bevatte 700 schilderijen.

## Biografie
Gotzkowsky stamde uit een verarmde Poolse adellijke familie. Zijn ouders stierven toen hij vijf jaar was als gevolg van de pest, die uitbrak na de Grote Noordse Oorlog. Johann Ernst groeide op bij familie in Dresden. Op 14-jarige leeftijd trok hij naar Berlijn; zijn broer stelde hem aan in zijn juwelen- en snuisterijwinkel. Al snel wist hij klanten te verwerven in de hoogste kringen, de koningin en de kroonprins. In de vrije uurtjes studeerde hij. In 1745 trouwde hij met de dochter van een rijke passementwerker. Gotzkowsky wist zijn schoonvader over te halen een fluweelfabriek te beginnen, die hij enkele jaren later erfde.
Frederik de Grote gaf hem opdracht om de handel te bevorderen en Gotzkowski zette - om de concurrentie met Frankrijk aan te gaan - een zijdefabriek op waar al snel 1.500 personen emplooi vonden. Frederik de Grote volgde al zijn adviezen op het gebied van tolheffingen en importbeperkingen. Daarnaast zag hij nog gelegenheid om het Pruisische leger te bevoorraden en in overleg te treden met het Russische en Oostenrijkse legeraanvoerders, die de slag bij Kunersdorf wonnen. De Russen bezetten Berlijn en verwoestten kanalen en fabrieken. Gotzkowsky reisde mee naar Koningsbergen als borg voor de afkoopsom. Hij probeerde zowel de Russen in 1760 als Frederik te bedriegen door te betalen met minderwaardig Kriegsgeld.
In 1761 nam hij van Wilhelm Caspar Wegely de porseleinfabriek over, die vanwege de Zevenjarige Oorlog nooit goed op gang was gekomen. De manufaktuur stond naast zijn woonhuis in de Leipziger Strasse, niet ver van Potsdamer Platz en waar nu de Bondsraad onderdak heeft. Gotzkowsky haalde bekwaam personeel uit Meissen, toen dat in 1760 door het Pruisische leger werd bezet. Hij had naar eigen zeggen in 1762 voor twee miljoen daalder (in oude munten) Saksische contributies in wisselbrieven uitstaan. Door speculaties probeerde Gotzkowsky zijn vermogen aan te vullen, maar al in 1763 raakte hij in betalingsmoeilijkheden als gevolg van het opkopen van Russische graan van slechte kwaliteit en tegen een veel te hoge prijs, in een consortium samen met de Amsterdamse firma De Neufville. De andere deelnemers hadden zich tijdig teruggetrokken.  Er volgden een reeks faillissementen in Hamburg (90) Frankfurt (30) en Amsterdam (25). Een financiële crisis met internationale reikwijdte was een feit.

## Zijn verzameling
Gotzkowsky zegde op 10 december 1763 toe meer dan 317 schilderijen te leveren aan de Russische kroon, dat wil zeggen Catharina de Grote, om aan zijn verplichtingen te kunnen voldoen. Er waren 225 schilderijen, waarvan de maker de titel en de aankoopprijs bekend zijn, alsmede 90 niet nader gespecificeerde schilderijen. De schilderijen kwamen in het volgende jaar aan met een schip uit Stettin. Vlaamse en Hollandse meesters zoals Rembrandt (13 stuks), Rubens (11 stuks), Jacob Jordaens (7 stuks), Antoon van Dyck (5 stuks), Paolo Veronese (5 stuks), Hendrick Goltzius, Frans Hals (3 stuks), Raphael (2 stuks), Hans Holbein de Oude (2 stuks), Titiaan (1 stuk), Jan Steen, Dirck van Baburen, Hendrick van Balen en Gerrit van Honthorst vormen de basis en het begin van de collectie in de Hermitage. De Rembrandts in het bezit van Gotzkowsky waren: Jozef verkocht door zijn broers, een conterfeitsel, Ester en Haman, Potifar en Jozef, een jonge man, een oude man met zijn linkerhand onder zijn hoofd, de vader van Rembrandt, een bewapende man met hellebaard, maar nu als van de hand van Ferdinand Bol bekend. Verder de moeder van Rembrandt, Man in exotisch kostuum, Man in oosterse kledij, De ongelovige Thomas en Ahasveros en Haman aan het feestmaal van Esther. De laatste twee schilderijen hangen tegenwoordig in het Poesjkinmuseum in Moskou.
In 1764 kwam James Boswell bij Gotzkowsky op bezoek. In 1765 verkocht hij een aantal topwerken aan Frederik de Grote. In 1767 ging Gotzkowsky voor de tweede keer failliet. Gotzkowsky wilde zijn vermogen aan de debiteuren afstaan, maar werd beschuldigd van lichtzinnigheid. Tot 1773 schijnt hij nog schilderijen verkocht te hebben. De teleurgestelde Gotzkowsky stierf verarmd met achterlating van een lange brief: Geschichte eines patriotischen Kaufmanns, dat in de 18e eeuw drie herdrukken beleefde.

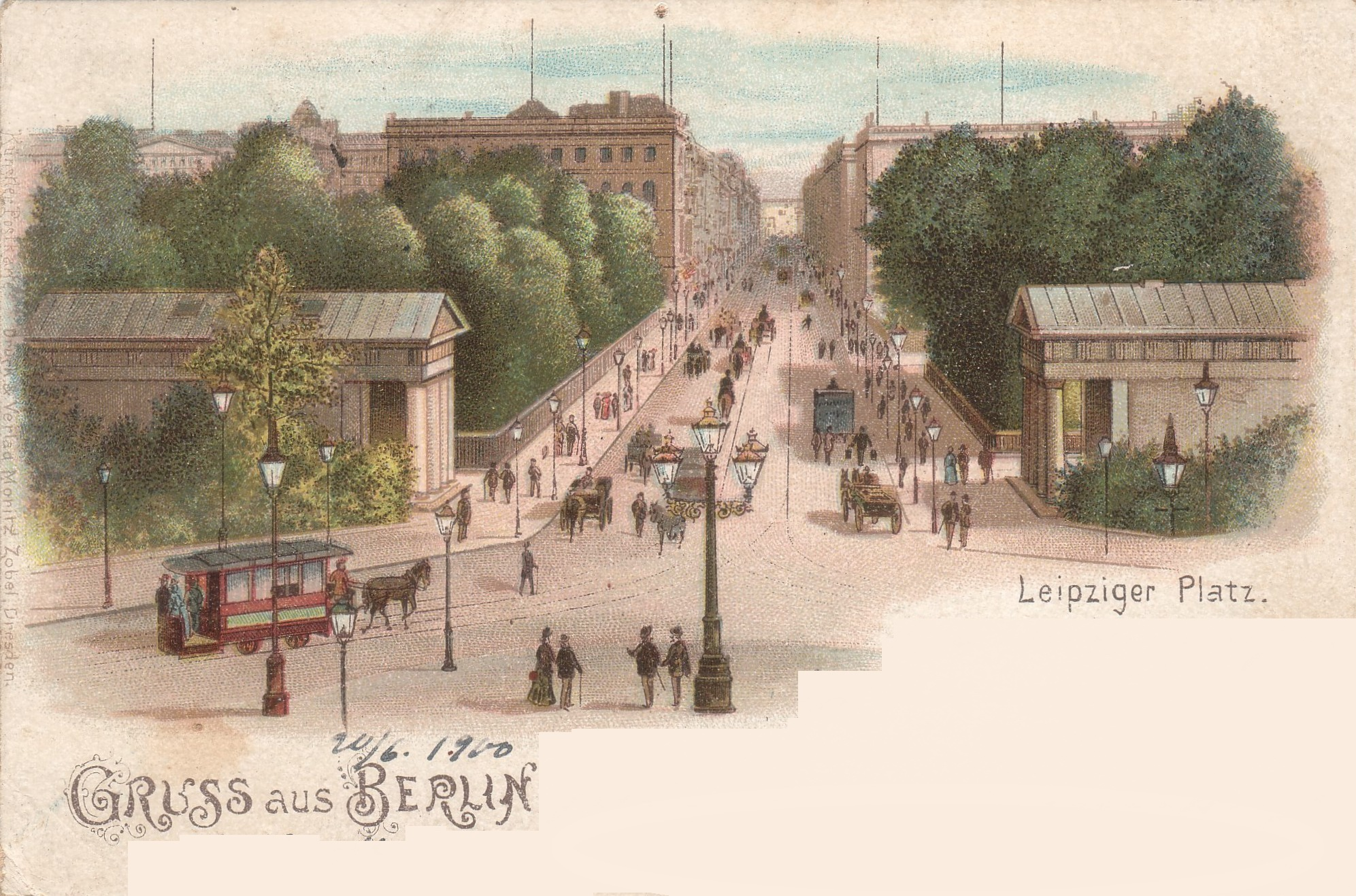
Blik in de Leipzigerstraat rond 1900 en op de gebouwtjes van de Potsdammerpoort. Rechts achter de bomen stond de fabriek van KPM

## Varia
Frederik de Grote, die hem vanaf zijn aantreden in 1740 als koning in Pruisen steunde, en hem in 1755 opdracht gaf in Italië, Frankrijk en Holland schilderijen te kopen voor Sanssouci, nam de fabriek over, tezamen met een lening voor een bedrag van een half miljoen. Het nog steeds werkzame bedrijf werd bekend onder de naam Königliche Porzellan-Manufaktu (KPM). De fabriek had twaalf ovens en inmiddels 400 man in dienst. Frederik de Grote eiste van de joodse handelaren om het porselein in hun assortiment op te nemen.
De gebouwen van de zijde- en porseleinfabriek waren van 1825 tot 1851 in het bezit van de vader van Felix Mendelssohn Bartholdy, die er een representatieve woning op liet zetten. Vanaf 1871, ten tijde van het Duitse Keizerrijk stond er het gebouw van de Reichstag.